# Emmanuel Habyarimana
Emmanuel Habyarimana es un exmilitar y un político ruandés. De etnia hutu, en 2019 de casó con una Tutsi.
Habyarimana, perteneciente a la etnia Hutu, perteneció a las Fuerzas Armadas Ruandesas en el estado pro-Hutu de Juvénal Habyarimana. Tras la exitosa conquista de Ruanda por parte del Frente Patriótico Ruandés, se unió a las recién constituidas Fuerzas de Defensa Ruandesas en donde alcanzó el grado de coronel.
En 1997 fue nombrado Secretario de Estado para la Defensa en el gobierno de Ruanda. En 2000, pasa a ser Ministro de Defensa de Ruanda, a la vez que asciende hasta el grado de general de brigada. Desde este puesto desempeñó un importante papel en las acciones que llevó a cabo Ruanda en la segunda guerra del Congo.
En noviembre de 2002 fue cesado en su puesto del Ministerio de Defensa, al ser considerado demasiado favorable a las tesis hutu. Fue reemplazado por Marcel Gatsinzi.
El 30 de marzo de 2003 huyó a Uganda junto a otros oficiales del Ejército de Ruanda, como el teniente Ndayambaje y el teniente coronel Balthazar Ndengeyinka.